# المواصلات في التايلاند

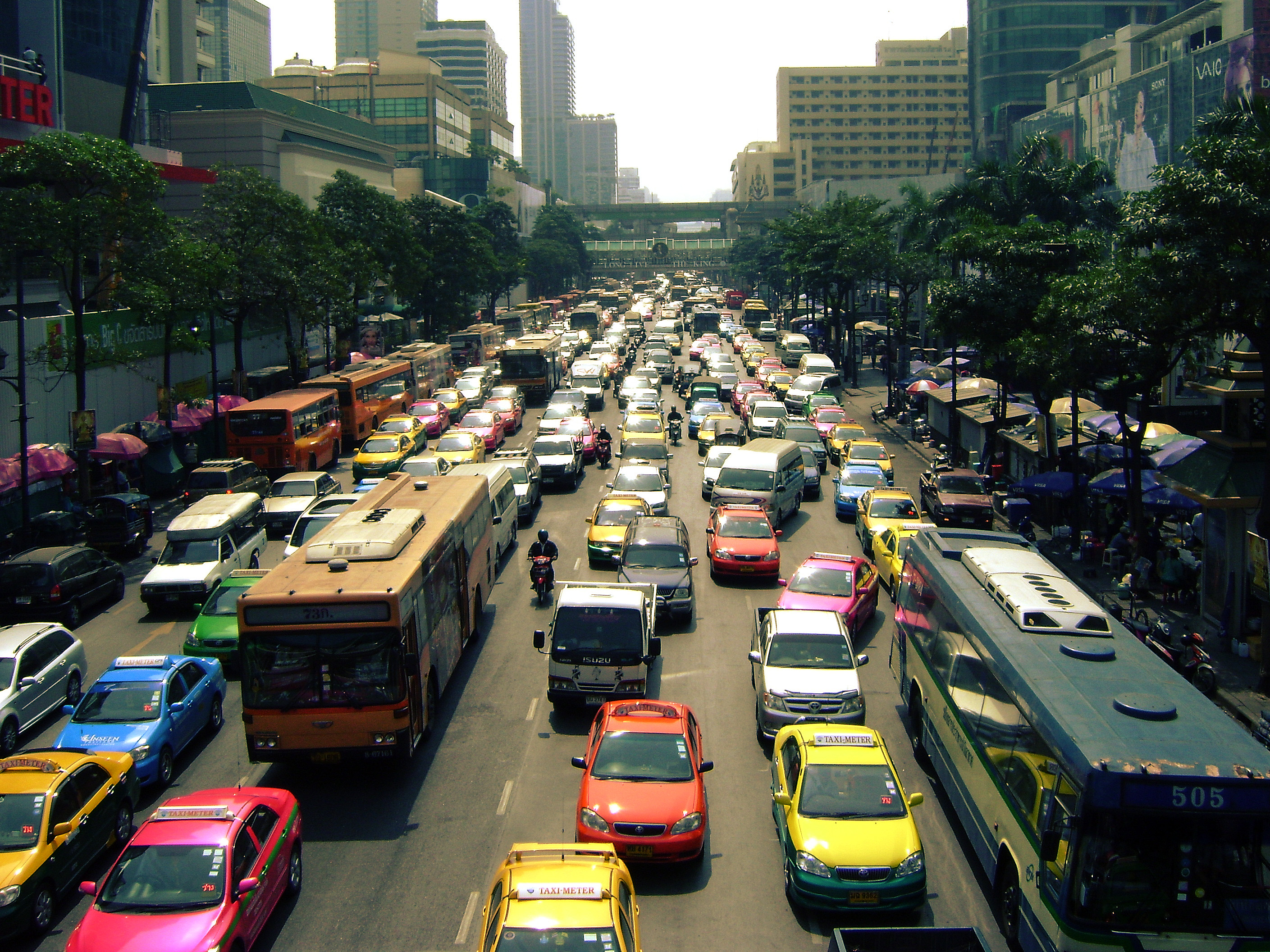
يشترك عدد كبير من الحافلات والميكروباصات وسيارات الأجرة في الشوارع مع المركبات الخاصة في شارع راتشادامري، بانكوك.

تتميز المواصلات في التايلاند بالتنوع والفوضوية وعدم وجود وسيلة نقل مهيمنة على القطاع. حيث يهيمن نقل الحافلات على رحلات السفر الطويلة، فيما تعتبر خدمة السفر بالسكك الحديدية منخفضة السرعة بمثابة آلية نقل ريفية لمسافات طويلة، على الرغم من وجود خطط لتوسيع الخدمات عبر خطوط السكك الحديدية عالية السرعة التي تمتد إلى العديد من المناطق الرئيسية في التايلاند. منذ افتتاح أول خط سريع للنقل بالسكك الحديدية في بانكوك عام 1999، ارتفع عدد الرحلات اليومية على خطوط العبور المختلفة في بانكوك إلى أكثر من 800000، مع خطوط إضافية متعددة إما قيد الإنشاء أو تحت التخطيط.
يعد النقل البري الشكل الرئيسي المتداول لنقل البضائع في جميع أنحاء البلاد. تعتبر الدراجات القصيرة الوسيلة الأكثر شيوعا في البلاد. تليها سيارات الأجرة العامة للدراجات النارية التي تتواجد بكثرة في بانكوك، باتايا، وغيرها من المدن الكبيرة. يمكن العثور على عدد كبير من سيارات الأجرة في بانكوك. في المقابل ازدادت شعبية السيارات الخاصة، التي ساهم نموها السريع في ازدحام المرور الفوضوي في بانكوك على مدار العقدين الماضيين، خاصة بين السياح والمغتربين والطبقة الغنية والمتوسطة. لذلك تم تنفيذ شبكة طرق سريعة في جميع أنحاء التايلاند تدريجياً، مع استكمال الطرق السريعة في بانكوك ومعظم وسط البلاد.
شهد النقل الجوي المحلي، الذي كان يهيمن عليه عدد قليل من شركات النقل الجوية، زيادة في شعبية منذ عام 2010 ويرجع ذلك في جزء كبير منه إلى التوسع في خدمات شركات الطيران المنخفضة التكلفة مثل طيران آسيا التايلاندي وطيران نوك.
غالبًا ما تتوفر المناطق التي بها ممرات مائية صالحة على قوارب أو خدمة للقوارب، كما توجد العديد من وسائل النقل المبتكرة مثل التوك توك والفانبول وsongthaew وحتى الفيلة في المناطق الريفية.

## السكك الحديدية والنقل السككي

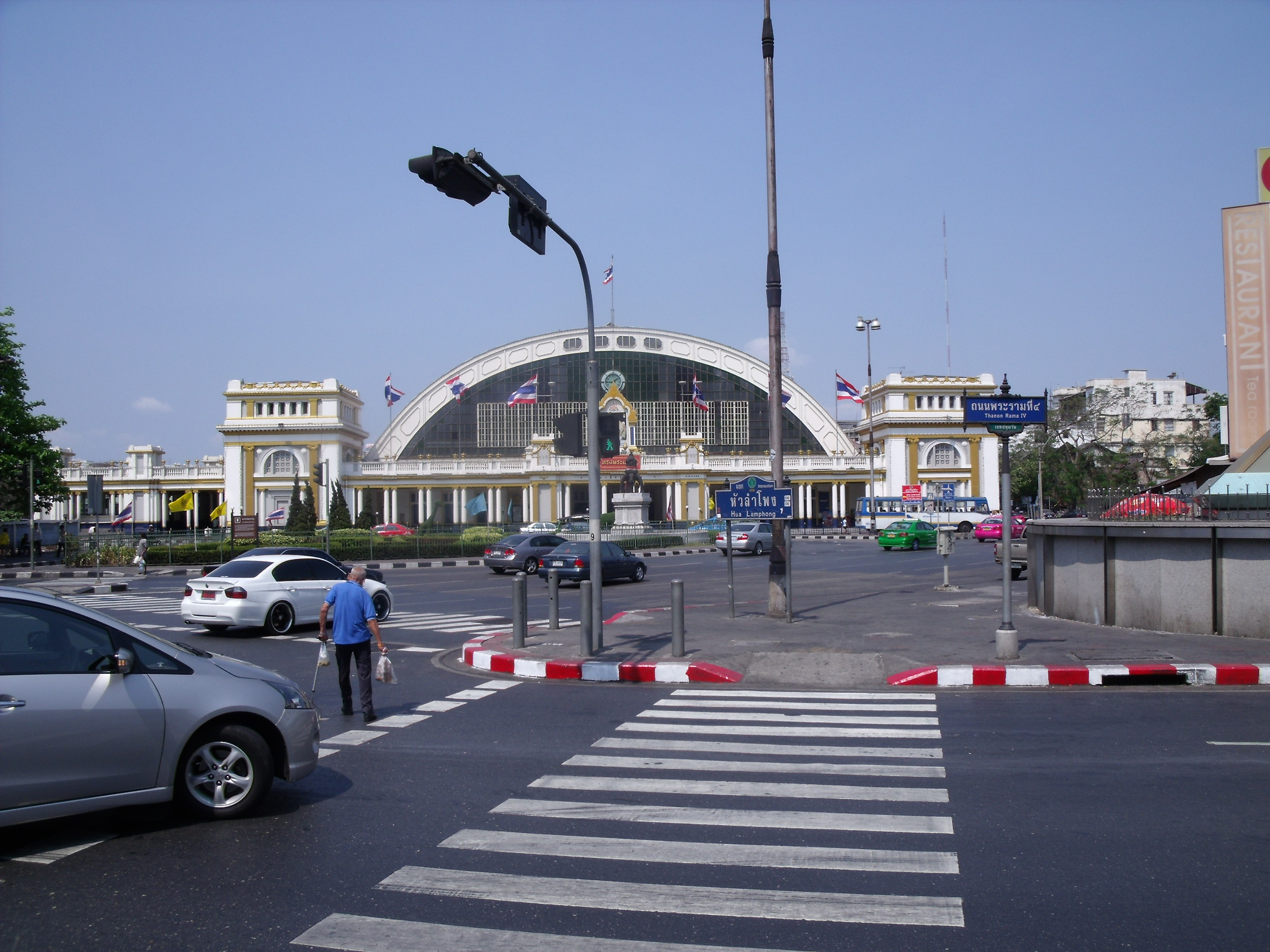
محطة سكة حديد بانكوك.

تستخدم السكك الحديدية في التايلاند جميع الخطوط الوطنية في البلاد. وتعتبر محطة بانكوك المحطة الرئيسية لجميع الطرق. فيما تشكل طريق فيونوثين ومنطقة ليت كرابانج محطات الشحن الرئيسية.
في عام 2017، كان لدى السكك الحديدية 4,507 كم (2,801 ميل)، تم تجميعها جميعها باستثناء سكة المطار. حيث تعد جميع الطرق تقريبا عبارة عن ممر فردي (4097 كم)، على الرغم من أن بعض الأقسام المهمة حول بانكوك تكون مزدوجة (303 كم) أو ثلاثة مسارات (107 كم) ومن المخطط توسيعها. بالمقارنة، تمتلك التايلاند في المجموع 390,000 كم من الطرق السريعة.

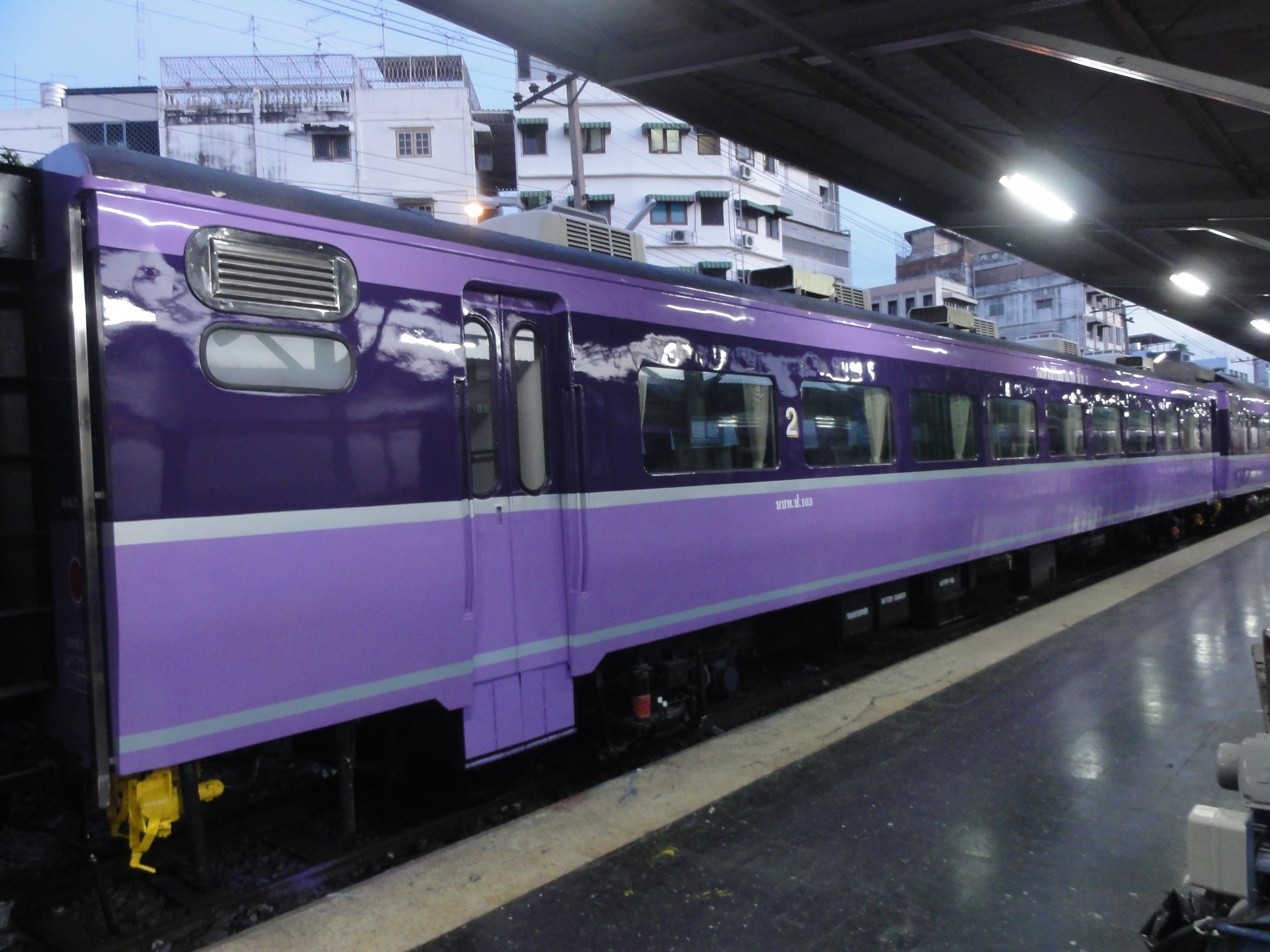
عربة نوم من الدرجة الثانية لسكة حديد تايلاند في محطة سكة حديد بانكوك

لطالما كان ينظر المواطنون لخدمة السكك الحديدية على أنها غير فعالة ومقاومة للتغيير. فعادة ما تكون القطارات متأخرة عن موعدها ومعظم معداتها قديمة وصيانتها سيئة. مما يجعلها أسوأ مؤسسة مالية مملوكة للدولة، حيث لا تزال شركة السكك الحديدية تعمل بخسارة، على الرغم من أنها تمتلك عقارات كبيرة وتتلقى ميزانيات حكومية كبيرة؛ فقد سجلت خسارة مبدئية قدرها 7.58 مليار باهت في عام 2010. كما فشلت محاولات الحكومة المتكررة لإعادة هيكلتها أو خصخصتها في العقد الأول من القرن العشرين بسبب المعارضة الشديدة للنقابة.
يشمل النقل بالسكك الحديدية في بانكوك خدمات المسافات الطويلة وبعض قطارات الركاب التي تخدم الضواحي خلال ساعات الذروة، لكن عدد الركاب يبقى منخفضًا. هناك أيضا ثلاثة أنظمة السكك الحديدية العابرة السريعة في العاصمة.

## النقل الطرقي

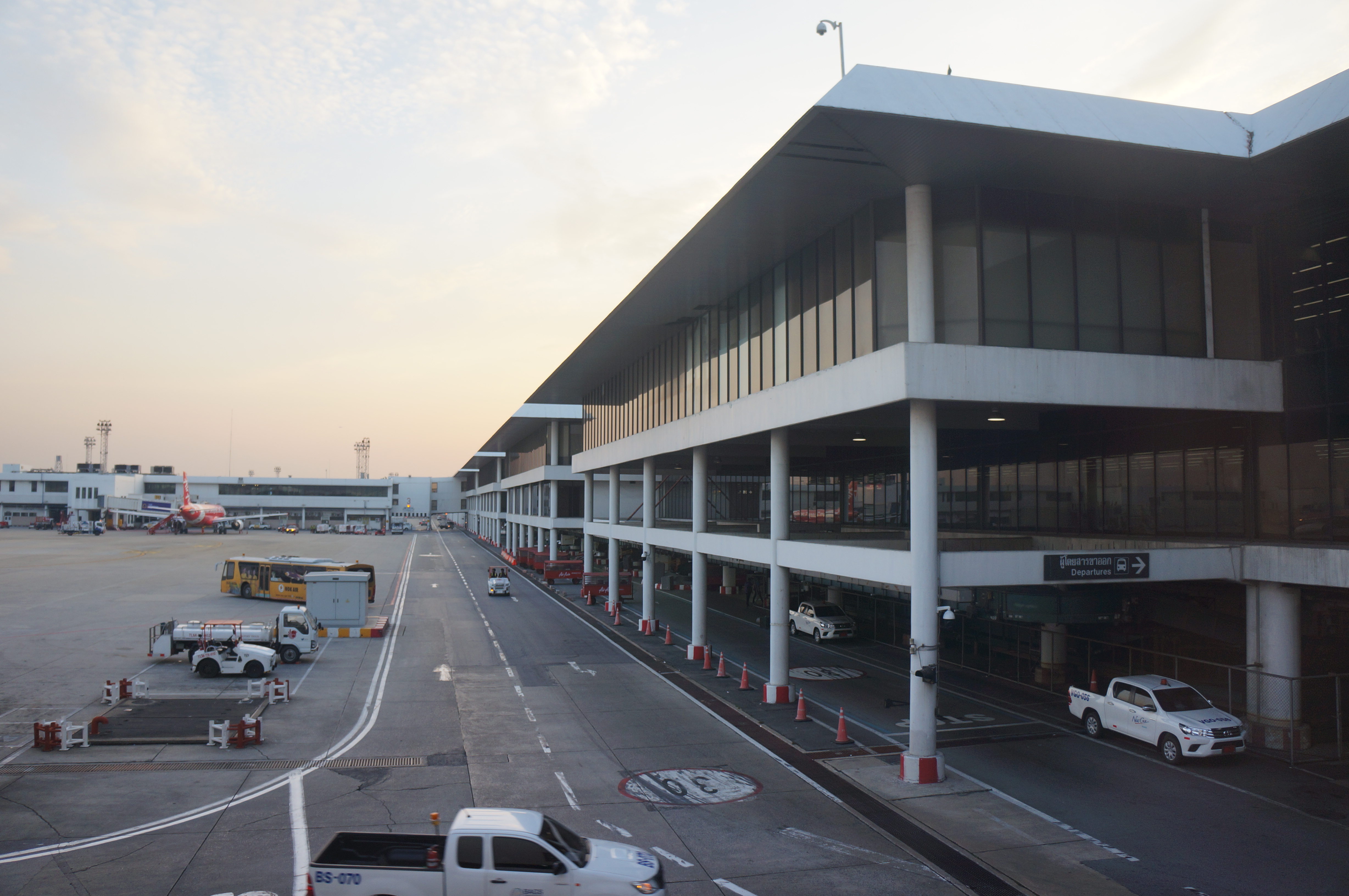
مطار دون موينغ الدولي: نقطة محورية في شبكة المواصلات الجوية التايلاندية

يوجد في تايلاند 390,000 كم من الطرق السريعة. وفقًا لبي بي سي، تمتلك تايلاند 462,133 طريقًا والعديد من الطرق السريعة المتعددة المسارات. اعتبارا من عام 2017، كان لدى تايلاند 37 مليون سيارة مسجلة، 20 مليون منها دراجة نارية أو ذات ثلاث عجلات، وملايين أخرى غير مسجلة. كما توجد بها مليون «شاحنة ثقيلة»، و 158000 باصا، و 624000 «نوعا اخر» من المركبات. بحلول منتصف عام 2019، ارتفع عدد المركبات المسجلة في تايلاند إلى 40,190,328 مركبة. الغالبية منها بتعداد 21,051,977 هي دراجات نارية. فيما يبلغ عدد السيارات الخاصة مع ما يصل إلى سبعة مقاعد 9713.980.

## النقل الجوي
مطار سوفارنابومي الدولي.

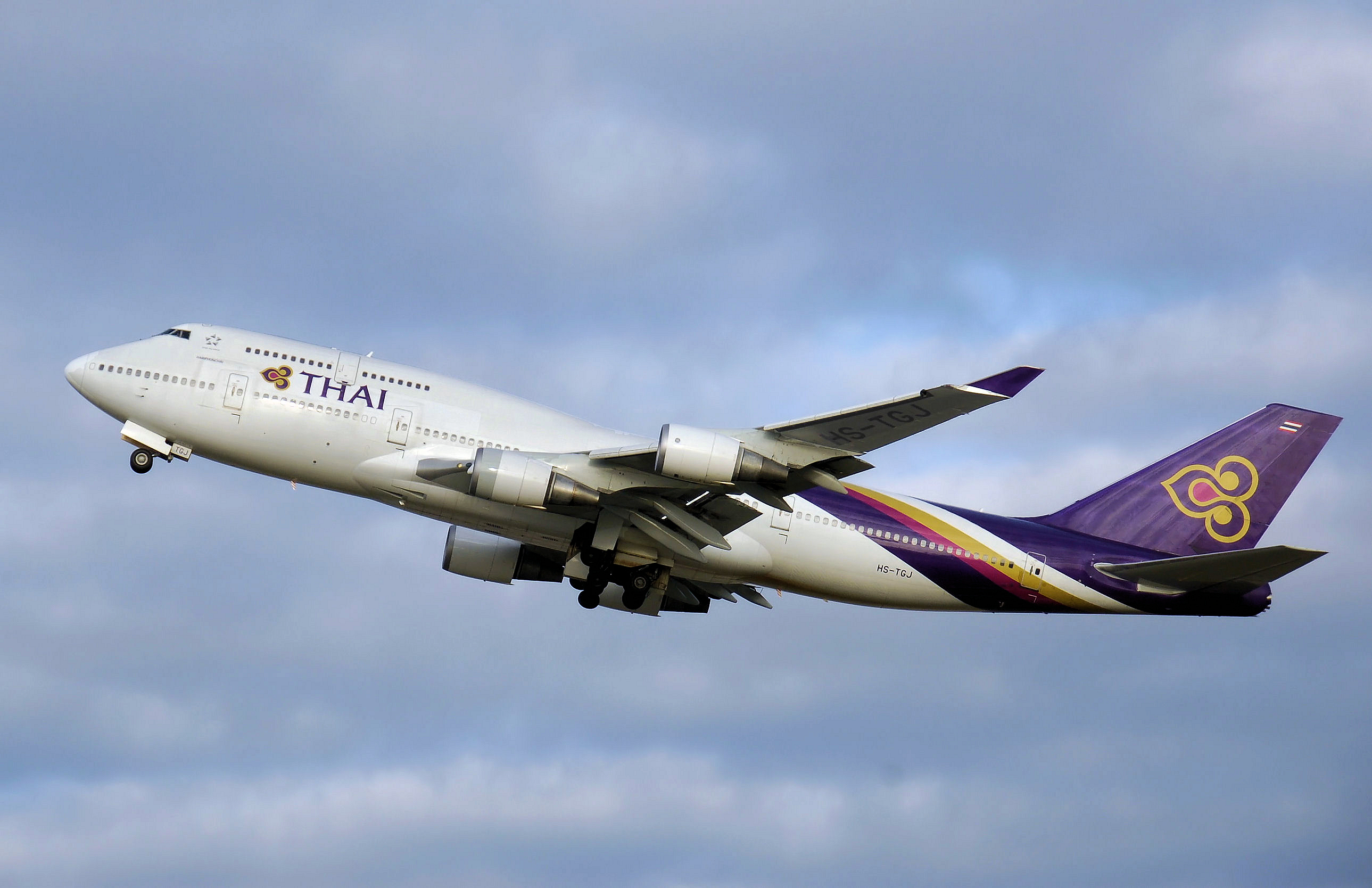
طائرة بوينغ 747-400 of the تابعة لشركة الخطوط الجوية الدولية التايلاندية.

اعتبارًا من عام 2012، كان لدى تايلاند 103 مطارا بها 63 مدرجا معبَّدا، بالإضافة إلى 6 مهابط للطائرات. ويعتبر مطار سوفارنابومي الدولي في بانكوك أكثر المطارات ازدحاما في المقاطعة.

### المطارات الدولية الرئيسية

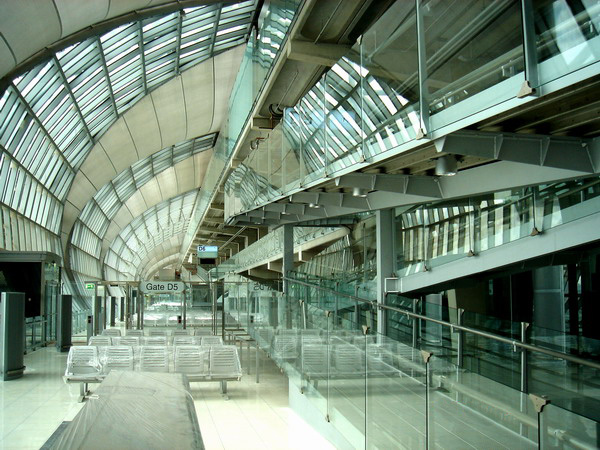
مطار سوفارنابومي الدولي, تايلاند.

- مطار سوفارنابومي الدولي (BKK) (مطار بانكوك الدولي الجديد، مركز دولي رئيسي)
- مطار دون موينغ (DMK) (مطار بانكوك الدولي القديم، والذي تستخدمه حاليا شركات النقل المنخفضة التكلفة)
- مطار تشيانغ مي (CNX)
- مطار تشيانغ ري الدولي (CEI)
- مطار هات ياي الدولي (HDY)
- مطار بوكيت الدولي (HKT)
- مطار كرابي (KBV)
- مطار ساموي (USM)
- مطار سورات ثاني الدولي (URT)
- مطار ودون ثاني (UTH)
- مطار يو تاباو الدولي (UTP)

### الخطوط الجوية
تأسست شركة الخطوط الجوية الوطنية التايلندية في عام 1959. تعمل شركة طيران بانكوك منذ عام 1968، وتقوم الآن بتسويق نفسها باسم «شركة طيران آسيا في آسيا».
منذ عام 2003، أصبحت شركات الطيران منخفضة التكلفة سائدة بما في ذلك تاي سمايل، طيران أسيا (تايلاند)، Thai AirAsia X ، أسد التايلاند للطيران، Thai Vietjet Air ، طيران نوك

## النقل البحري
اعتبارًا من عام 2011، كان هناك 3,999 كيلومتر من الممرات المائية الرئيسية، منها 3,701 كيلومتر بلغ عمقها 0.9 مترًا أو أكثر صالح للملاحة على مدار العام. هناك العديد من الممرات المائية البسيطة التي يمكن التنقل فيها بواسطة القوارب المحلية الضحلة، مثل القوارب الطويلة الذيل.